# 석봉도자기미술관
석봉도자기미술관(石峰陶瓷器美術館)은 강원특별자치도 속초시 교동에 위치한 미술관이다.

## 같이 보기
- 대한민국의 박물관과 미술관 목록